# 静岡市立清水三保第一小学校
静岡市立清水三保第一小学校（しずおかしりつ しみずみほだいいちしょうがっこう）は、静岡県静岡市清水区三保にある公立小学校。

## 沿革
- 1875年（明治8年）9月11日 - 「美穂舎」設立[1]。
- 1886年（明治19年）12月 - 「駒越小学校」の分校となる[1]。
- 1889年（明治22年）4月 - 「三保尋常小学校」と改称[1]。
- 1902年（明治35年）3月 - 「三保尋常高等小学校」と改称[1]。
- 1909年（明治42年） - 「安倍郡三保尋常高等小学校」と改称[1]。
- 1923年（大正12年）2月 - 清水市制実施に伴い、「清水市三保尋常高等小学校」と改称[1]。
- 1941年（昭和16年）4月 - 「清水市立三保国民学校」と改称[1]。
- 1947年（昭和22年）4月 - 「清水市立三保小学校」と改称[1]。
- 1970年（昭和45年） - 「清水市立三保第一小学校」と改称[1]。
- 1975年（昭和50年） - 開校100周年記念式典[1]。
- 2003年（平成15年）4月 - 静岡市との合併に伴い、「静岡市立清水三保第一小学校」に改名[1]。

## 通学区域
清水区
- 折戸の一部
- 三保の一部
- 三保松原町の一部

## アクセス
- しずてつジャストライン三保線 「三保ふれあい広場」停留所から、徒歩8分